# Anomis grandipuncta
Anomis grandipuncta är en fjärilsart som beskrevs av Achille Guenée 1852. Anomis grandipuncta ingår i släktet Anomis och familjen nattflyn. Inga underarter finns listade i Catalogue of Life.